# جينجر جونسون
جينجر جونسون (بالإنجليزية: Ginger Johnson)‏ هو فنان إيقاعي نيجيري، ولد في 1916 في إيجيبو أودي في نيجيريا، وتوفي في 1972 في لاغوس في نيجيريا.

## روابط خارجية
- جينجر جونسون على موقع IMDb (الإنجليزية)
- جينجر جونسون على موقع ميوزك برينز (الإنجليزية)
- جينجر جونسون على موقع أول ميوزيك (الإنجليزية)